# Алтавила Вичентина
Алтавила Вичентина (итал. Altavilla Vicentina) је насеље у Италији у округу Виченца, региону Венето.
Према процени из 2011. у насељу је живело 10128 становника. Насеље се налази на надморској висини од 45 м.

## Становништво
Према резултатима пописа становништва 2011. у општини је живело 11.760 становника.
| 1931. | 1936. | 1951. | 1961. | 1971. | 1981. | 1991. | 2001. | 2011.  |
| ----- | ----- | ----- | ----- | ----- | ----- | ----- | ----- | ------ |
| 3.341 | 3.454 | 3.858 | 4.038 | 4.254 | 5.585 | 7.964 | 9.547 | 11.760 |

## Партнерски градови
- Апричена